# Собор Святых Петра и Павла (Каунас)

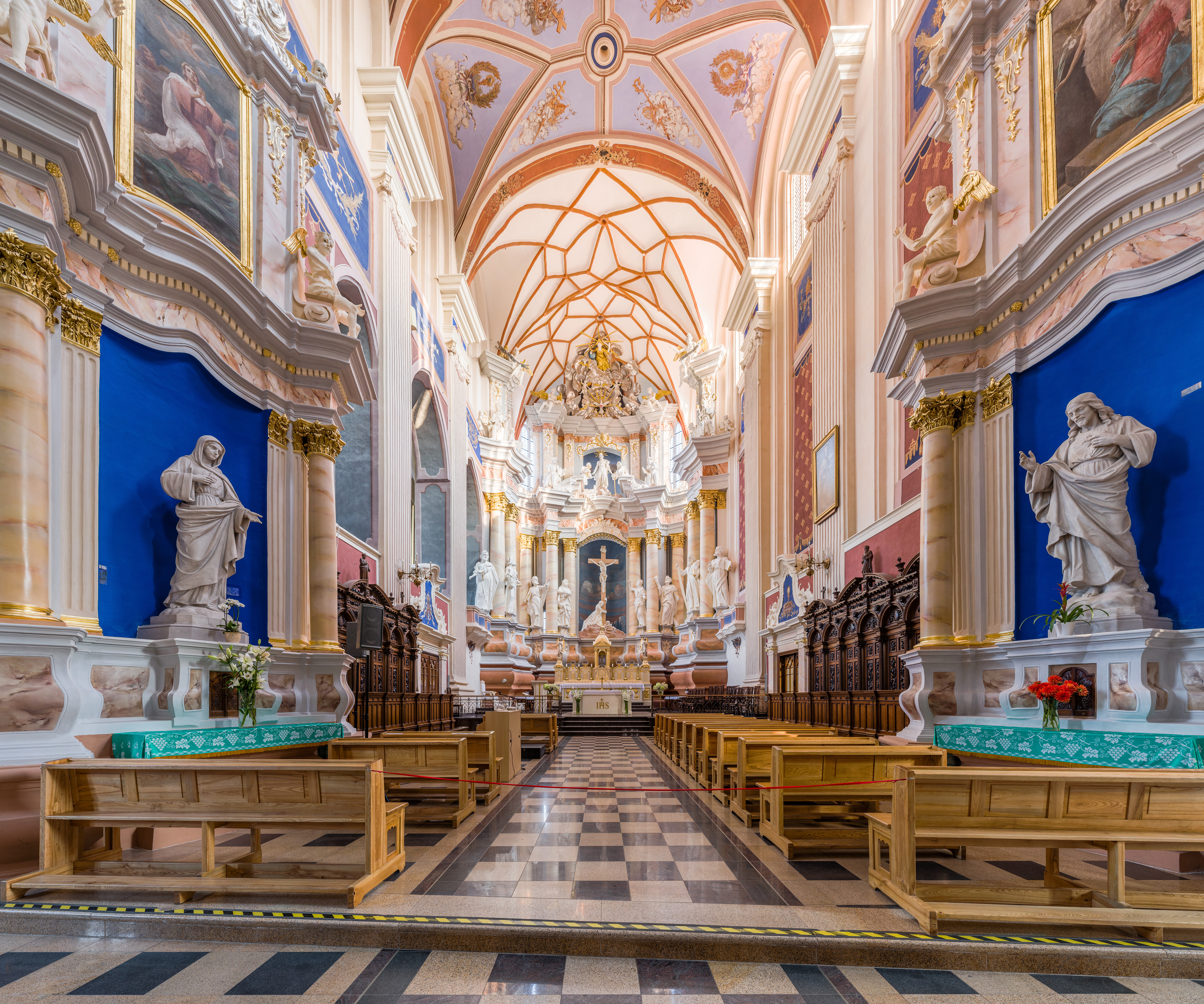
Интерьер собора

Собор святых Петра и Павла (лит. Kauno Šv. apaštalų Petro ir Povilo arkikatedra bazilika) — католическая церковь, малая базилика, находящаяся по адресу Вильняус гатве, 26 в городе Каунас, Литва. Храм является кафедральным собором каунасской архиепархии. Церковь является самым большим католическим храмом в Литве.

## История
Строительство храма началось в 1413 году. В 1624 году были сооружены главный неф и башни. Строительство храма было окончательно завершено в 1655 году.
С 1808 по 1864 год в церковь принадлежала августинскому ордену.
С 1865 года храм является кафедральным собором каунасской архиепархии.
В 1921 году Римский папа Бенедикт XV присвоил храму статус малой базилики.

## Описание
Храм имеет в длину 84 метра и в ширину 34 метра. Главный алтарь церкви, автором которого является польский скульптор Томаш Подгайский, датируется 1755 годом.
Внутренние стены украшены иконами художников Йоганна Готарда Берхоффа и Микаэля Андриолли.
В крипте храма захоронены епископ Мотеюс Валанчюс и кардинал Винцентас Сладкявичюс. Снаружи храма, рядом с его стеной, находится могила литовского поэта Майрониса.